# José Guadalupe Velázquez
José Guadalupe Velázquez (né le 12 août 1923 et mort en 1959) est un footballeur international mexicain, qui jouait au poste d'attaquant.

## Biographie
Il a évolué dans le club mexicain du CF Puebla. 
Il participa à la coupe du monde 1950 au Brésil avec la sélection mexicaine. 
Lors du match contre la Yougoslavie, le défenseur Srđan Mrkušić commit une faute sur Guadalupe Velázquez à la 88e minute, ce qui provoqua un penalty, transformé par Héctor Ortíz, portant le score final à 4-1 pour les Yougoslaves.